# Jaro

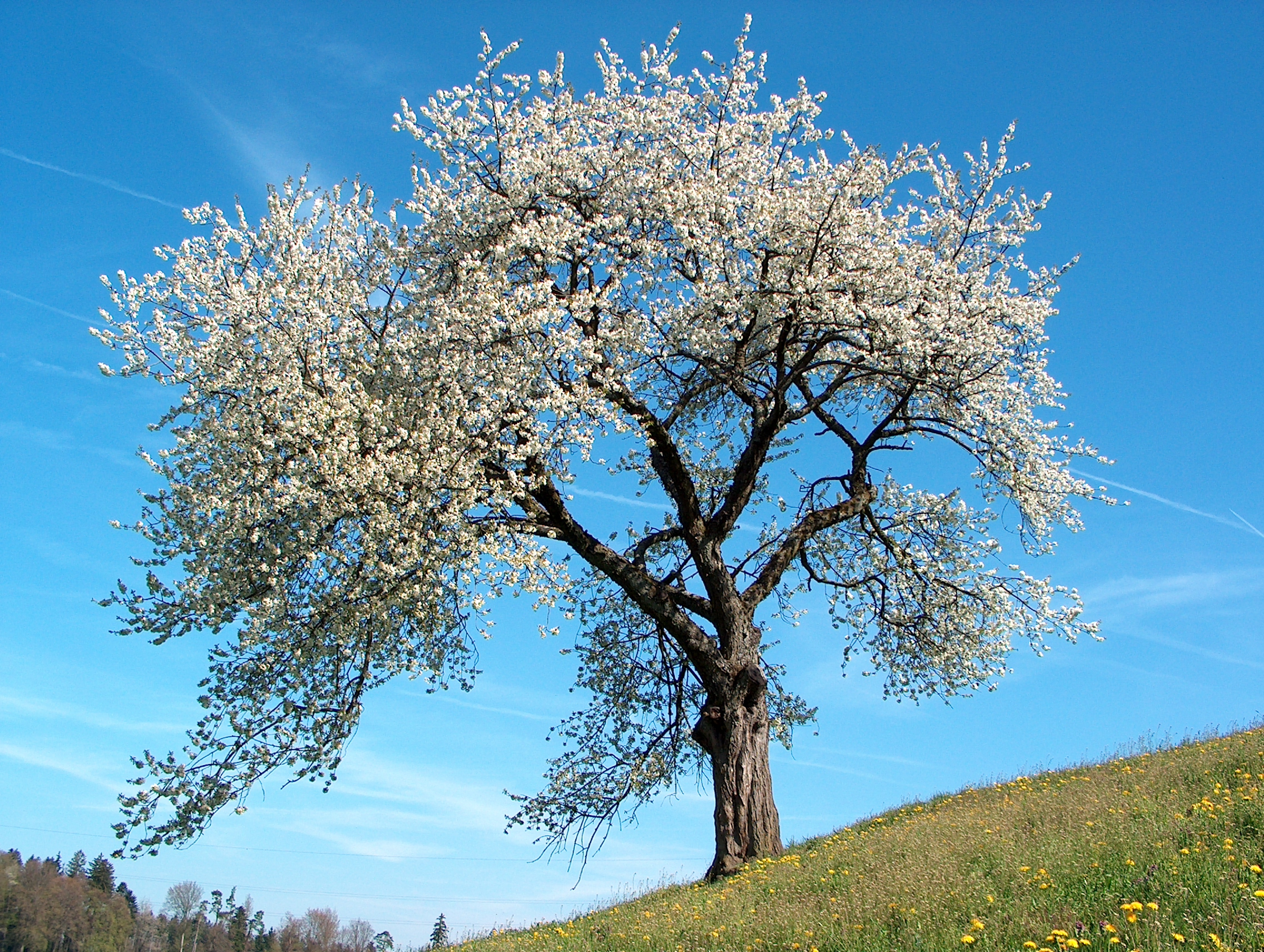
Kvetoucí strom

Jaro (zastarale, příp. básnicky vesna) je jedno ze čtyř ročních období. V mírném pásu se vyznačuje začátkem vegetativní aktivity rostlin a zvýšením aktivity živočichů. Prodlužují se dny, otepluje se.
Výraz "jaro" souvisí s avestským slovem - yar, řeckým - hora, gótským - jer a středohornoněmeckým - jar (nyní Jahr), který znamená rok, roční čas.

## Časové vymezení

### Meteorologické jaro
Meteorologické jaro na severní polokouli začíná 1. března a končí 31. května (boreální jaro). Jarními měsíci jsou březen, duben a květen. Na jižní polokouli je austrální jaro v září, říjnu a listopadu. Meteorologové používají pevně stanovené sezóny kvůli jednoduššímu sběru dat a analýze podnebí.[zdroj?]

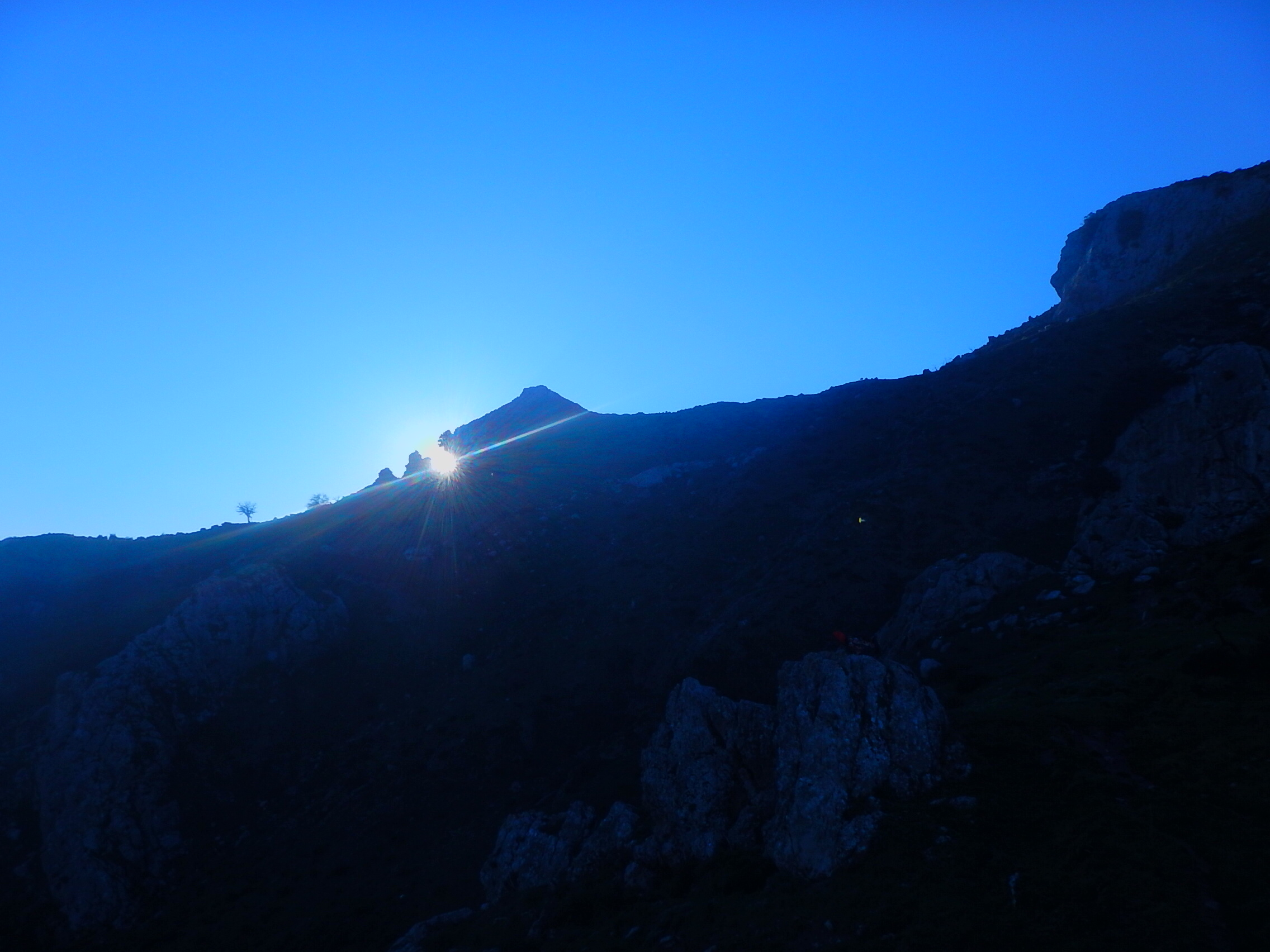
Jarní rovnodennost viděná z prehistorického místa Pizzo Vento u Fondachelli-Fantina na Sicílii

### Astronomické jaro
Astronomické jaro začíná jarní rovnodenností (na severní polokouli zpravidla 20. března, na jižní 23. září) a končí letním slunovratem (na severní polokouli zpravidla 21. června, na jižní 21. prosince). Termíny počátku a konce mohou být o dva dny posunuty kvůli nepravidelnostem souvisejícím s přestupnými roky.

## Jiné podnebné pásy
Rozdělení roku na jaro, léto, podzim a zimu je zřetelně vidět pouze v oblasti mírného a subarktického pásu. V oblasti tropů roční doby v podstatě neexistují, v subtropech může být rok rozdělen zpravidla na dvě období – období dešťů a období sucha, v okolí severního a jižního pólu je po celý rok zimní počasí (hrají zde ovšem velkou roli polární den a noc).

## Události na jaře

### Masopust, či obecně karneval
Jedná se o třídenní svátek, jakož i slavnostní období mezi Vánocemi a postní dobou.
Ve světě se v téže době slaví například karneval v Riu nebo karneval v Santa Cruz de Tenerife.

### Velikonoce
Velikonoce jsou jeden z nejvýznamnějších křesťanských svátků, ve kterém se oslavuje zmrtvýchvstání Ježíše Krista. V Česku je při něm prastarou tradicí hodování a pomlázka, v jiných zemích jsou zvyklosti značně odlišné.

### Letnice
Letnice (též Svatodušní svátky) jsou křesťanský pohyblivý svátek navazující na Velikonoce. Slaví se osmou neděli velikonoční doby, tj. mezi 10. květnem a 30. červnem. Ve více západoevropských, zejména německy mluvících zemích je pondělí (německy Pfingstmontag) svátek.

### První máj, Svátek práce
Termínem První máj se mohou rozumět dva svátky: Svátek zamilovaných a Svátek práce, den pracujících. Oba dva připadají na datum 1. května.

### Pesach
Židé na jaře slaví jeden ze svých hlavních svátků, Pesach. Jedná se zároveň o jeden z nejstarších svátků vůbec. Připomíná vyjití z otroctví a cestu ke svobodě; zároveň je oslavou probouzení půdy a země.